# دهستان دهدز
دهستان دهدز، یکی از دهستان‌های بخش مرکزی شهرستان دزپارت در استان خوزستان ایران است. مرکز این دهستان، روستای ده‌کهنه موزرم است.

## جمعیت
بر پایه سرشماری عمومی نفوس و مسکن در سال ۱۳۹۵، جمعیت دهستان دهدز برابر با ۳٬۵۷۳ نفر بوده است.